# Euphorbia hirsuta
Euphorbia hirsuta L. es una especie fanerógama perteneciente a la familia de las euforbiáceas. 

## Distribución y hábitat
Es endémica de Macaronesia y de la región del Mediterráneo hasta Georgia. En España en las Islas Baleares donde crece en los lechos de torrentes y zonas húmedas. Se encuentra introducida en México, Canarias y Sudáfrica.

## Descripción
Esta lechetrezna vive cerca de torrentes y zonas húmedas, generalmente está cubierta de pelos pero también podemos encontrar ejemplares lampiños. Las cápsulas cubiertas de rugosidades y el hábitat que ocupa permiten diferenciarla perfectamente de las otras lechetreznas; también es frecuente que adquiera coloraciones rojizas. 
Se caracteriza frente a otras especies de la sección  Helioscopia Dumort., por sus hojas amplexicaules, tenues, con radios pleocasiales trifurcados, y tallos y cápsulas generalmente pelosos.

## Taxonomía
Euphorbia hirsuta fue descrita por Carlos Linneo y publicado en Amoenitates Academici . . . 4: 483. 1759.
Etimología
Euphorbia: nombre genérico que deriva del médico griego del rey Juba II de Mauritania (52 a 50 a. C. - 23), Euphorbus, en su honor – o en alusión a su gran vientre –  ya que usaba médicamente Euphorbia resinifera. En 1753 Carlos Linneo asignó el nombre a todo el género.
hirsuta: epíteto latino que significa "peluda".
Sinonimia
- Euphorbia crispata Hornem.
- Euphorbia flavopurpurea (Willk.) Willk.
- Euphorbia leucotricha Boiss.
- Euphorbia pilosa var. reichenbachiana (Willk.) Boiss. in A.DC.
- Euphorbia platyphyllos subsp. pubescens (Vahl) Knoche
- Euphorbia platyphyllos var. flavopurpurea Willk.
- Euphorbia pubescens f. subglabra (Godr.) O.Bolòs & Vigo
- Euphorbia pubescens var. cantabrica Sennen
- Euphorbia pubescens var. crispata (Hornem.) Boiss. in A. DC.
- Euphorbia pubescens var. crispata (Hornem.) Lange
- Euphorbia pubescens var. genuina Godr. in Gren. & Godr.
- Euphorbia pubescens var. laevis Merino
- Euphorbia pubescens var. leucotricha (Boiss.) Boiss. in DC.
- Euphorbia pubescens var. subglabra Godr. in Gren. & Godr.
- Euphorbia pubescens Vahl
- Euphorbia reichenbachiana Willk.
- Tithymalus caesalpinii Bubani
- Tithymalus pubescens (Vahl) Samp.[4]
- Euphorbia vahlii Jacq. (1816).
- Euphorbia bonae Mutel (1836).
- Euphorbia vahliana Guss. (1844), nom. superfl.
- Galarhoeus pubescens (Vahl) Fourr. (1869).
- Euphorbia pubescens var. erioclada Sart. ex Nyman (1881), nom. nud.
- Euphorbia pubescens var. glabrescens St.-Lag. (1882).
- Euphorbia gussoneana Lojac. (1907).
- Euphorbia pubescens subvar. integrifolia Deysson (1907).
- Euphorbia pubescens var. serrata Lojac. (1907).
- Euphorbia pubescens subvar. serrulatifolia Deysson (1907).[5]

## Nombre común
- Castellano: lechetrezna, lechetrezna de prado, lechetrezna vellosa, lletrera de prado.[4]